# Вышеградское кладбище
Вышегра́дское кла́дбище (чеш. Vyšehradský hřbitov) — кладбище в Праге в историческом районе Вышеград при базилике Святых Петра и Павла. С XIX века кладбище стало местом захоронения почти 600 крупнейших фигур чешского национального возрождения. Галерея кладбищенских пластик и надгробий создана лучшими скульпторами того времени (Й. В. Мысльбек, Ф. Билек, Б. Кафка, О. Шпаниел и другие). Территория кладбища разделена на 15 секторов.
В восточной части кладбища находится усыпальница Сла́вин (чеш. Slavín) — общая могила мужчин и женщин, своими делами прославивших чешский народ. Славин был воздвигнут в 1889—1893 годах по проекту архитектора Антонина Виегла (чеш. Antonín Wiehl). Символом Славина стал центральный памятник с фигурой крылатого гения Родины. Скульптурное оформление является произведением Йозефа Маудера (чеш. Josef Mauder).

## История
В 1860-е годы распространилась идея создать на Вышеграде национальное кладбище. В 1875 году территория существовавшего при базилике Святых Петра и Павла кладбища была расширена.

## Список похороненных
На кладбище похоронены следующие выдающиеся деятели чешской культуры и общества.

### Композиторы, музыканты
- Бедржих Сметана (1824—1884) — чешский композитор, основоположник национальной композиторской школы.
- Антонин Дворжак (1841—1904) — выдающийся чешский композитор.
- Зденек Фибих (1850—1900) — чешский композитор, представитель романтического направления.
- Отакар Острчил (1879—1935) — чешский композитор и дирижёр.
- Зденек Отава (1902–1980) – чешский оперный певец.
- Вилем Курц-младший (1872—1945) — пианист и педагог.
- Ружена Курцова (1880—1938) — пианистка и музыкальный педагог.
- Карел Анчерл (1908—1973) — дирижёр.
- Рафаэль Кубелик (1914—1996) — дирижёр и композитор.
- Матушка, Вальдемар (1932—2009) — чехословацкий певец, музыкант и артист.

### Художники, скульпторы
- Альфонс Муха (1860—1939) — живописец, театральный художник, иллюстратор, представитель стиля «ар нуво».
- Миколаш Алеш (1852—1913) — художник и иллюстратор.
- Макс Швабинский (1873—1962) — художник.
- Йозеф Мысльбек (1848—1922) — скульптор.
- Ладислав Шалоун (1870—1946) — скульптор.
- Адольф Кашпар (1877—1934) — художник и иллюстратор.
- Карла Вобишова-Жакова (1887—1961) — скульптор.

### Писатели, поэты
- Карел Чапек (1890—1938) — выдающийся чешский писатель и драматург.
- Карел Гинек Маха (1810—1836) — чешский поэт-романтик, родоначальник национальной поэзии.
- Ярослав Врхлицкий (1853—1912) — чешский поэт, драматург и переводчик.
- Сватоплук Чех (1846—1908) — чешский писатель и поэт.
- Франтишек Грубин (1910—1971) — чешский поэт, прозаик, переводчик.
- Божена Немцова (1820—1862) — чешская писательница, родоначальница национальной прозы.
- Ян Неруда (1834—1891) — чешский прозаик.
- Витезслав Незвал (1900—1958) — чешский поэт-сюрреалист.
- Вацлав Бенеш Требизский (1849—1884) — чешский писатель.
- Болеслав Яблоновский (1813—1881) — чешский поэт-лирик.
- Фердинанд Пероутка (1895—1978) — чешский публицист и драматург.

### Прочие
- Ярослав Гейровский (1890—1967) — химик, лауреат Нобелевской премии.
- Йозеф Бицан (1913—2001) — футболист.
- Власта Буриан (1891—1962) — актёр.
- Зденек Копал (1914—1993) — астроном.
- Ладислав Пешек (1906—1986) — актёр.
- Ярослав Пруха (1898—1963) — актёр, режиссёр, народный артист ЧССР.
- Антонин Свойсик (1876—1938) — педагог, основатель скаутского движения в Чехии.
- Милада Горакова (1901—1950) — политик.